# Бой на Баскском рейде
Бой на Баскском рейде (англ. Battle of the Basque Roads, фр. Bataille de l'île d'Aix) — бой периода Наполеоновских войн между французской эскадрой адмирала Захарии Альмана и британской адмирала Джеймса Гамбье, произошедший в Бискайском заливе вблизи Иль-д'Экс и устья Шаранты. Основная тяжесть боя с английской стороны пришлась на отряд Томаса Кокрейна.

## Предыстория
Одной из важнейших статей дохода Франции (до 37 %) был реэкспорт колониальных товаров, но из-за превосходства британцев на море Франция теряла колонии, и к 1808 году сохранила, если не считать Иль-де-Франс (Маврикий) и Реюньон в Индийском океане, только Вест-Индские острова. Потерять их означало подорвать устойчивость не только экономики, но и всей Континентальной системы.
Британия в это же время вела против Франции Иберийскую войну на суше, в которой армия Веллингтона целиком зависела от снабжения морем. Поэтому второй целью блокады была защита коммуникаций между Англией, Гибралтаром и Португалией.
Запертые блокадой французские эскадры вынужденно бездействовали, чем вызывали все большее недовольство Наполеона. В конце октября 1808 года он специальным декретом приказал им выйти в море невзирая ни на что, принять на борт и доставить подкрепления для Мартиники. Но мешал Королевский флот. 7 февраля 1809 поступил приказ адмиралу Вильоме с брестской эскадрой прорвать блокаду, чтобы дать возможность выйти кораблям из Лориана и Рошфора. Соединённая эскадра после визита на Мартинику должна была нарушать вест-индскую торговлю британцев.

### Брестская эскадра

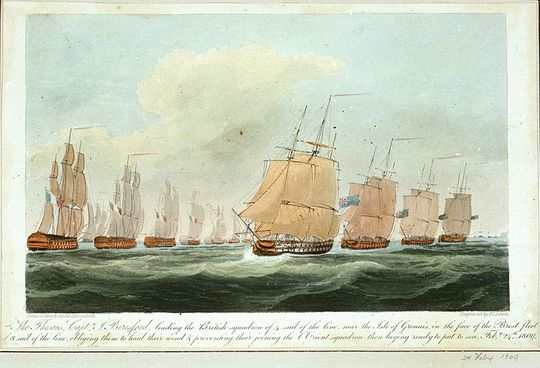
Бересфорд против Вильоме, 21 февраля 1809

Через две недели, 21 февраля 1809, опасаясь вестовых ветров, Гамбье решил отвести блокадную эскадру мористее, и Вильоме наконец вышел в море с 8 линейными: 120-пушечный Océan, 80-пушечные Foudroyant и Varsovie, 74-пушечные Tourville, Tonnére, Jean Bart, Aquilon и Régulus, 2 фрегатами: Indienne и Elbe, оба 40-пушечные, бригом Nisus и шхуной Magpie.
Он без большого труда отогнал британский дозор (одинокий HMS Revenge, 74), но капитан Паже (англ. Paget) последовал за французами, и оповестил блокирующего Лориан коммодора Бересфорда (англ. J. Beresford) на HMS Theseus в сопровождении HMS Valiant и HMS Triumph, который немедленно пошёл наперерез французам, хотя день уже шёл к закату. Дивизион контр-адмирала Гудрона (фр. Goudron) повернул было за ним в погоню, но был тут же отозван: Вильоме понимал, что теперь, когда он обнаружен, промедление может погубить все предприятие. Тем не менее, он лег в дрейф и убрал паруса, словно становился на якорь, с тем чтобы возобновить движение в темноте.

### Лориан
С рассветом, на широте острова Груа, он послал Magpie в Лориан, чтобы поторопить тамошний отряд, а сам пошёл к Иль-д’Экс. Вильоме выполнил свою часть плана, но лорианский отряд коммодора Труда (фр. Troude), не смог им воспользоваться из-за слабых ветров. Позже 4 фрегата вышли в море, но далеко не ушли, наткнувшись на англичан при Ле-Сабль-д’Олон.

### Рошфор

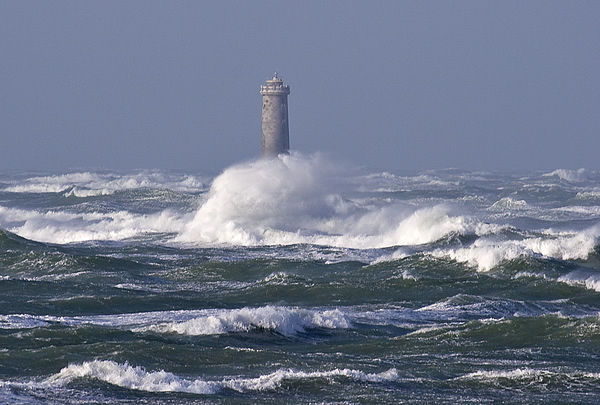
Маяк Бален, Иль-де-Ре

Хитрость Вильоме удалась, он оторвался от Бересфорда, но ещё до полудня 23 февраля тот снова его обнаружил и обе эскадры продолжали путь: французы между берегом и островом Бель-Иль, британцы позади и мористее. Днем они опять потеряли друг друга из виду, но к вечеру, с приближением к Иль-де-Ре, Вильоме сблизился с другой эскадрой, Роберта Стопфорда (HMS Ceasar, 80; HMS Defiance и HMS Donegal, оба 74; фрегаты HMS Naiad и HMS Emerald), блокировавшей Баскский рейд. Его передовой фрегат, HMS Amethyste, нёс дозор у маяка Бален (Иль-де-Ре). Как только его капитан Сеймур увидел паруса на горизонте, он приказал пускать сигнальные ракеты.
Стопфорд немедленно выбрал якорь и лег на курс норд; к полуночи он был в виду французов. Однако его попытка задержать их была запоздалой: к утру они втянулись в пролив Антиош. Он смог только послать Naiad с известием к Гамбье. Вильоме направился не в Атлантику, как опасались англичане, а сделал короткий переход и встал на якорь у Рошфора.
Вильоме пришёл к Рошфору, но тамошней эскадре (коммодор Фор, фр. Faure) не хватало рук даже сняться с якоря из-за свирепствовавших болезней. С прибытием основных сил Флота Канала французы оказались заперты на рейде.

## Обстановка

Позиции на 11 апреля 1809

Баскский рейд ограничен островами Иль-де-Ре с севера, и Олерон с юго-запада, и включает в себя акваторию пролива Антиош (фр. Pertuis d’Antioche) и подходы к Ла Рошели и к устью Шаранты, где находится Рошфор. Как и весь Бискай, он характерен частыми штормами от веста, сильными приливами большой высоты, большим количеством рифов, мелей и осушек.
Jean Bart, пытавшийся укрыться в глубине рейда, выскочил на мель у входа в Шаранту, возле Иль-Мадам, и был брошен командой.
Остальные французские корабли, в том числе отряд Фора (74-пушечные Cassard, Jemmappes, Patriote, 40-пушечные фрегаты Pallas, Hortense и Calcutta) расположились тремя линиями на якоре юго-западнее Иль-д’Экс, перекрывая фарватер в Шаранту. Правый фланг опирался на Иль-д’Экс, левый на островок и форт Байярд. Из-за преобладающих течений они стояли к морю либо носом, либо кормой, то есть чтобы развернуться для боя, должны были заводить шпринги. Внешняя линия (фрегаты и малые корабли) прикрывалась заградительным боном.
Количество сосредоточившихся французов вызвало такую тревогу в Адмиралтействе, что Первый лорд Малгрейв, считая что «французский флот может опять ускользнуть» потребовал их уничтожения. Он предлагал использовать брандеры, о приготовлении которых 19 марта уведомил Гамбье, но операция обещала быть крайне опасной и неверной, и Гамбье сопротивлялся, приводя доводы против, в том числе религиозного плана. Адмиралтейство же не могло отступить, но и ответственность на себя брать не желало.
В это время в Плимут вернулся после смелого набега у испанских берегов капитан Томас Кокрейн на HMS Imperieuse — офицер высокого рода, но малого состояния. Зачуяв жертву, Малгрейв вызвал его к себе, и откровенно объяснил положение. Кокрейн, будучи одновременно членом Парламента и занозой в теле Портсмутской ассамблеи, понимал что провал будет означать и конец его политической карьеры. Он назвал план легкомысленным, и сказал что для успеха нужно выдумать что-то пострашнее. По настоянию Малгрейва он быстро набросал свой план, но уклонялся от личного командования, понимая какую ревность вызовет на флоте прибытие «эксперта» со стороны. Только прямой приказ Первого лорда заставил его согласиться.
3 апреля 1809 Кокрейн с Imperieuse присоединился к Гамбье. Инструкции адмиралу гласили, что Кокрейн должен провести операцию под его личным руководством, чтобы избежать возражений старших офицеров. Адмирал уже заключил, что атака линейными кораблями слишком опасна, и рассматривал его прибытие как подарок судьбы. Их встреча была омрачена вмешательством капитана Харви (англ. Thomas Harvey). Тот обвинял Гамбье в «методистском подходе» и колебании и требовал поручить командование ему. Харви был отослан в Англию на HMS Tonnant, а Кокрейну было приказано готовиться.
Кокрейн получил в командование 21 брандер, но имел в виду свой собственный план, где проявилась его склонность к изобретательству: не поджечь, а взорвать французский флот. Для этого он приготовил особые подрывные корабли, начинённые не горючими материалами, а порохом. Промедления Гамбье с одной стороны и настояния Малгрейва с другой означали, что ответственность легла на Кокрейна.
Ситуация на французской эскадре была во многом похожа. Капитан Ville de Varsovie Бержере (фр. Bergeret) написал в Париж, разоблачая Вильоме за упущенную возможность дать бой слабейшему отряду Бересфорда под Лорианом. Бережере не разделял мнения Вильоме (и Наполеона), что на рейде его корабли в безопасности. Немедленным следствием стало возвышение старшего по званию офицера: отставка Вильоме и его замена Альманом (вступил в должность с 17 марта).
После 22 марта вопрос о прорыве уже не стоял, все усилия были направлены только на оборону. Благодаря промедлению противника, французы узнали о готовящейся атаке брандерами. Соответственно, Альман приказал спустить стеньги, разоружить и убрать в трюмы реи, с тем чтобы наверху оставалось как можно меньше пищи для огня.

## Атака

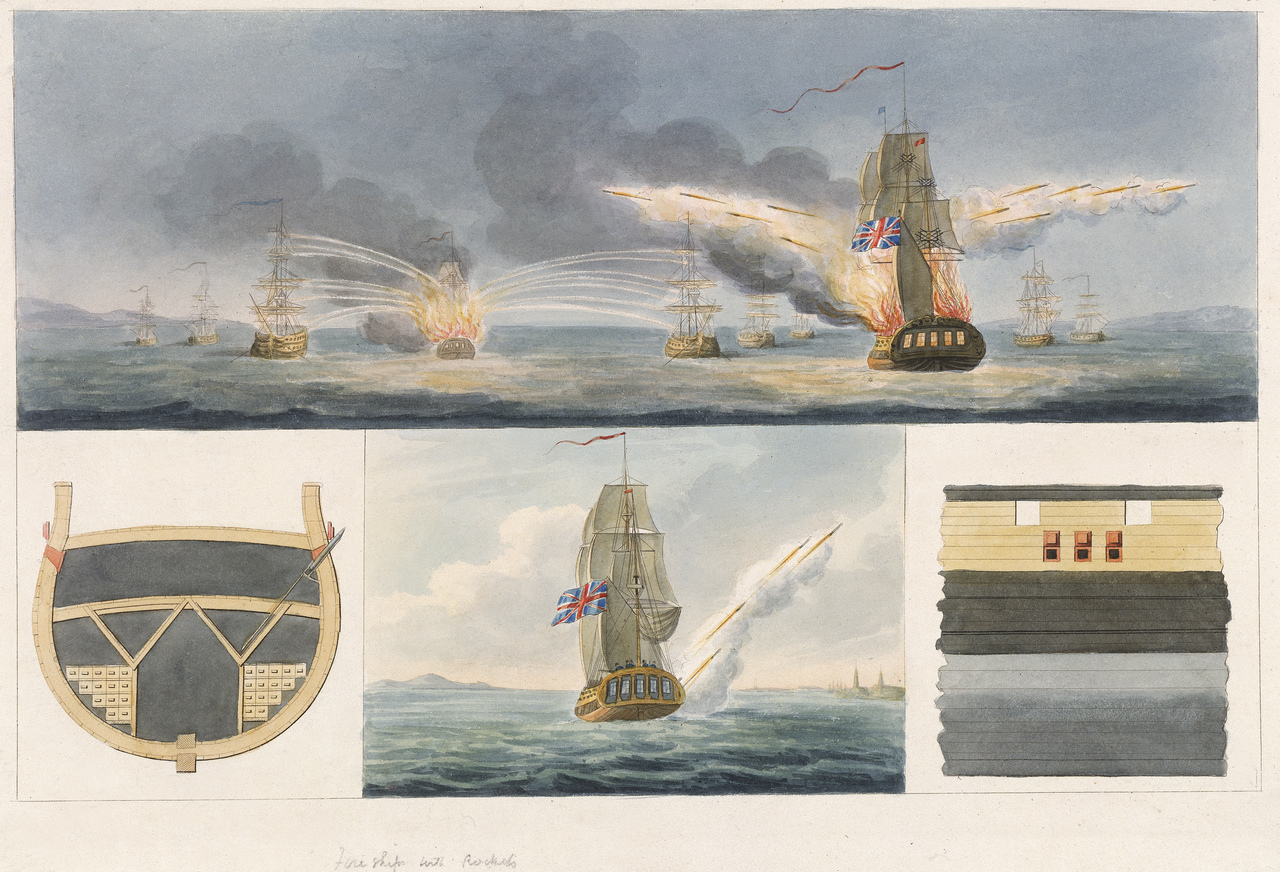
Применение ракет Конгрева (выполнено позже, в 1814)

11 апреля в сумерках Кокрейн сошёл с Imperieuse и во главе 2 «взрывных» кораблей, переделанных из транспортов, вошёл на рейд Иль-д’Экс, пользуясь приливом и попутным крепким ветром. За ним следовали 25 брандеров. Для поддержки у края мели держались фрегаты Aigle, Unicorn, и Pallas, а дополнительные партии ждали в шлюпках у борта HMS Ceasar. Он позволил течению поднести свой корабль к бону, и около 21:30 зажег длинный фитиль. Шесть человек команды бросились в шлюпку, но отойдя они заметили, что забыли на борту корабельного пса, за которым и вернулись. Пса успели снять до взрыва.
По рапорту самого Кокрейна, фитили догорели вдвое быстрее рассчитанного. Бон был в нескольких местах разрушен подрывными зарядами. Французы открыли огонь, хотя из-за дыма и темноты не видели целей. Некоторые ядра попали в своих. В дело включились британские транспорты, вооружённые ракетами Конгрева.
Вернувшись к брандерам, Кокрейн обнаружил, что задуманная для развития успеха атака выполняется совершенно неорганизованно. Часть брандеров зажгли фитили слишком рано, часть просто не нашли свои цели, только четыре достигли противника, но и они не нанесли прямого урона. Партии в шлюпках вообще не были использованы. Но косвенный ущерб был. Большинство кораблей в страхе перед огнём обрубили якоря, но, неуправляемые без парусов, оказались на мели. Те что смогли поднять паруса, были не лучше — им не хватило ни времени, ни места для борьбы с течением.
В рапорте Кокрейн писал:

С рассветом 12-го не видно было ни уцелевшей мачты, ни рея, и за исключением Foudroyant и Cassard, все вражеские корабли беспомощно были на мели. Флагман Océan, 120-пушечный трёхдечный, имевший больше всех осадку, был первым на северо-западном краю мели Паллас, ближе всех к глубокой воде, наиболее уязвимый для атаки; с отливом все лежали на борту, подставив днища нашим ядрам, и стало быть, совершенно неспособные к сопротивлению.
Оригинальный текст (англ.)At daylight on the morning of the 12th, not a spar of the boom was anywhere visible, and, with the exception of the Foudroyant and Cassard, the whole of the enemy's vessels were helplessly aground. The flag-ship, Océan, a 120-gun three-decker, drawing the most water, lay outermost on the north-west edge of the Palles Shoal, nearest the deep water, where she was most exposed to attack; whilst all, by the fall of the tide, were lying on their bilge, with their bottoms completely exposed to shot, and therefore beyond the possibility of resistance.

Кокрейн, по его же словам, был в ярости, видя, что решительная атака могла бы полностью уничтожить дезорганизованного противника. Его сигналы Гамбье о подкреплении остались без внимания.

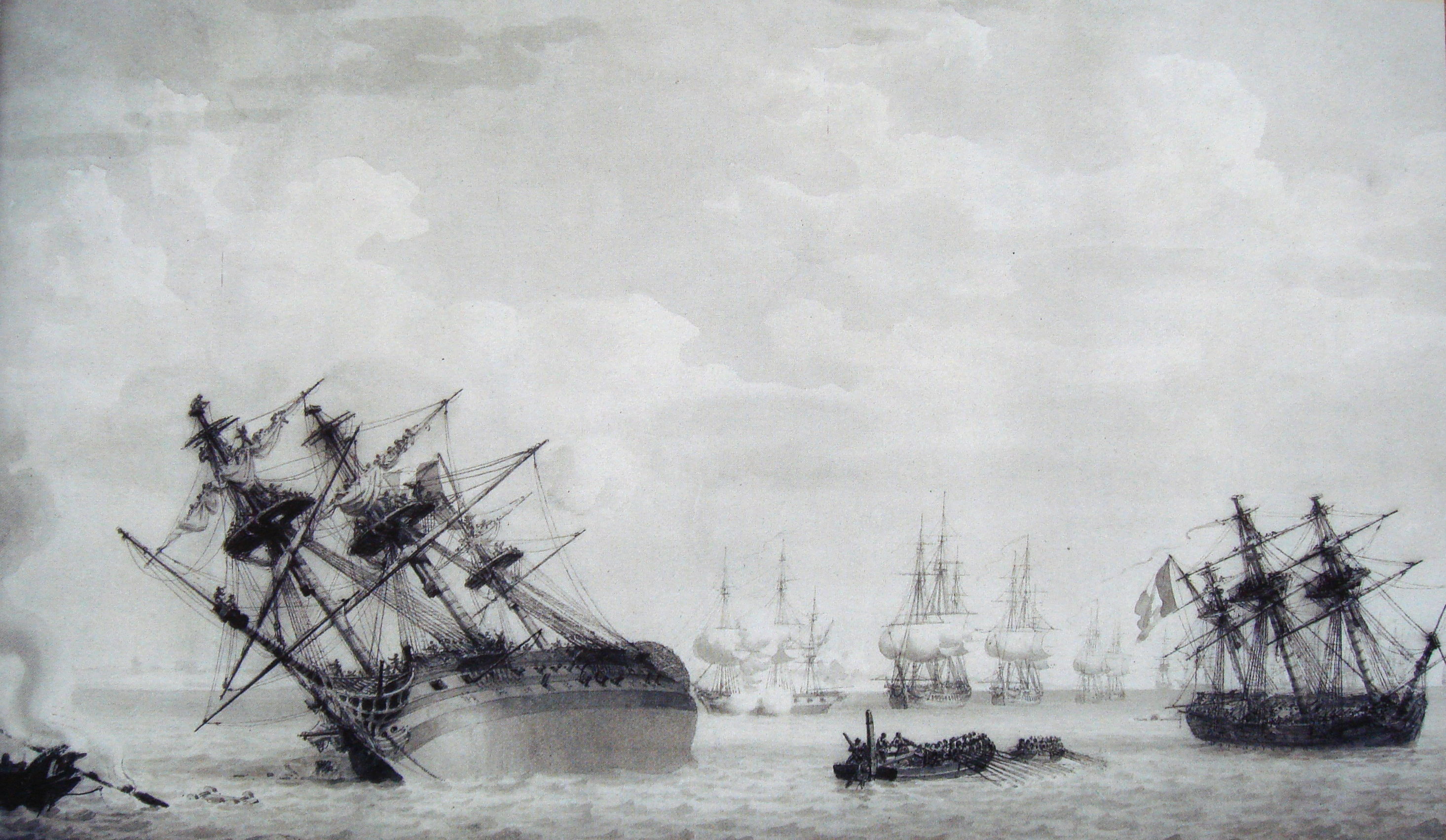
Французские корабли на мели в низкую воду, 12 апреля 1809. На первом плане — Régulus

После полудня Кокрейн, с единственным фрегатом Imperieuse, оказался (или намеренно отдрейфовал) под обстрелом береговых батарей. Гамбье с эскадрой держался в отдалении, но в таких обстоятельствах послал к нему бомбардирский корабль HMS Ætna, при поддержке шлюпов HMS Growler, HMS Conflict и HMS Insolent, плюс корабли HMS Valiant, HMS Bellona, HMS Revenge и фрегаты получили приказ выдвинуться к форту Байярд. Приняв приближающиеся корабли за весь британский флот, уцелевшие Foudroyant и Cassard обрубили якоря, стремясь уйти в Шаранту, но сели на мель. Jemmappes, Patriote, Océan и Régulus с приливом освободились, но сели на мель повторно.
Наконец Кокрейн смог приступить к уничтожению застрявших французов. Держа сигнал «веду бой с превосходящим противником, нуждаюсь в поддержке», около 14:00 он вступил в перестрелку одновременно с Calcutta, Aquilon и Ville de Varsovie. Кроме того, он приказал Growler, Beagle и Insolent подойти ближе. Против воли, Гамбье отдал приказ о подкреплении, но только частью кораблей. Первым подошёл фрегат HMS Indefatigable, как раз когда Calcutta сдалась Кокрейну. После некоторой борьбы с отливом, к 16:00 вступили в бой HMS Valiant, HMS Revenge и HMS Pallas. Совместным огнём они заставили сдаться Aquilon и Ville de Varsovie, в момент когда подошёл HMS Theseus. Ближе к берегу взорвался подожженный собственной командой Tonnere, затем огонь добрался до магазина Calcutta.
Во время этого боя Стопфорд спешно вооружал ракетами ещё три транспорта. Его собственный флагман HMS Ceasar прочно сидел на мели Байярд. Тем временем шлюпки с HMS Valiant подожгли Aquilon и Ville de Varsovie, вызвав панику на борту Tourville.

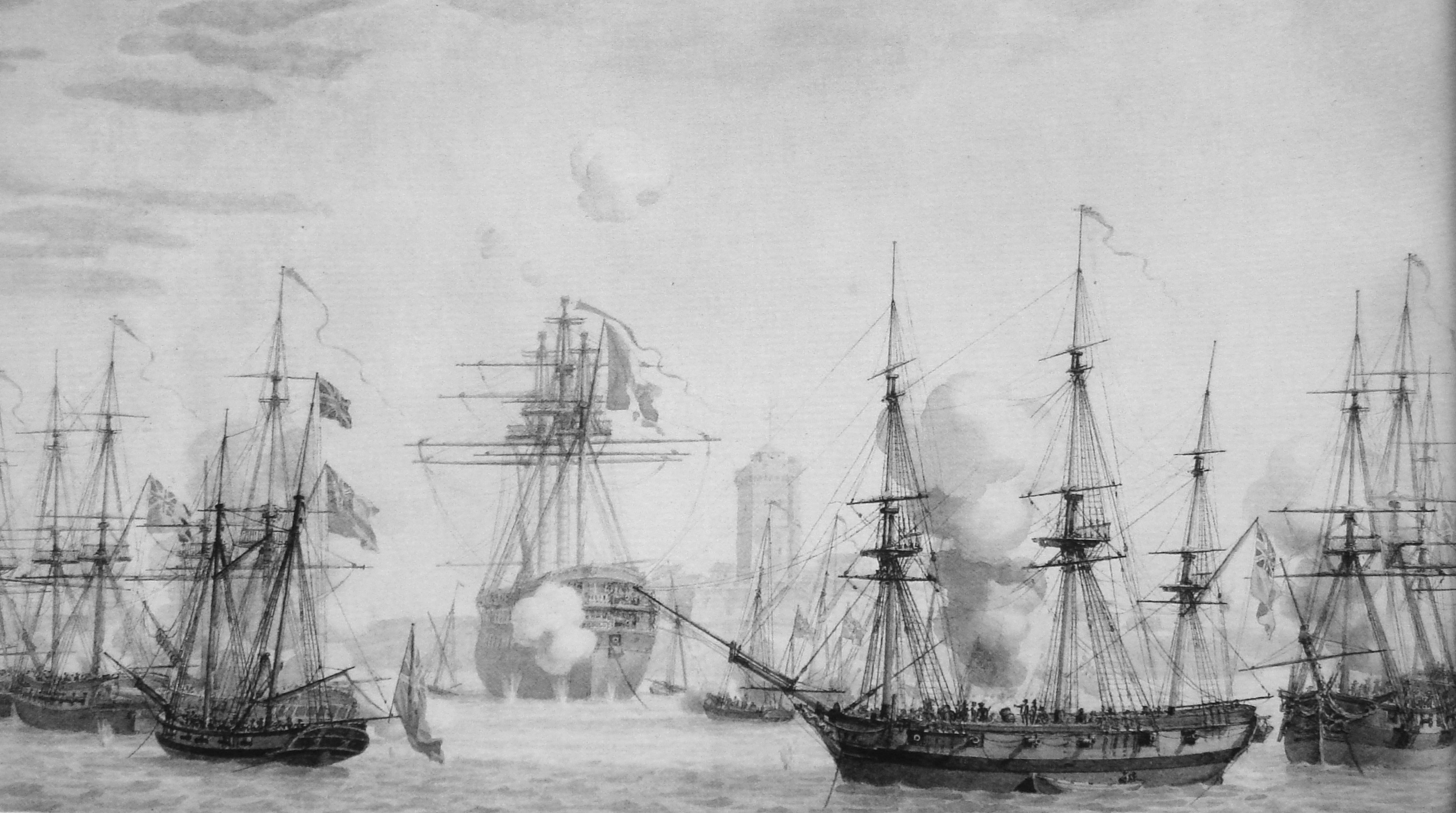
Régulus отбивается от британцев

Как только позволил прилив, Кокрейн с флотилией канонерских лодок и шлюпок придвинулся к устью Шаранты, и вел огонь по Océan, Régulus и Indienne, пока отлив не заставил отойти. К нему последовательно подходили HMS Redpole, HMS Dotterel, HMS Foxhound с письменными приказами от Гамбье отойти, хотя он сам считал что британцы способны на большее.
14 апреля Patriote, Hortense, Elbe и французский Pallas смогли наконец укрыться выше по течению. Tourville и Océan в попытке следовать за ними снова оказались на мели. На следующий день Кокрейн ушёл, оставив за себя Вульфа на HMS Aigle. Взяв на борт капитана Нила с депешами от Гамбье, Imperieuse пошла в Англию.
Последняя атака HMS Ætna и канонерских лодок 14-го достигла немного. Indienne была сожжена командой, и остался только Régulus, который 19 апреля был обстрелян только что прибывшим HMS Thunder. Но его 13-дюймовая мортира разорвалась, и на этом боевые действия закончились. Гамбье, считая дело сделанным, отправился домой.

## Последствия

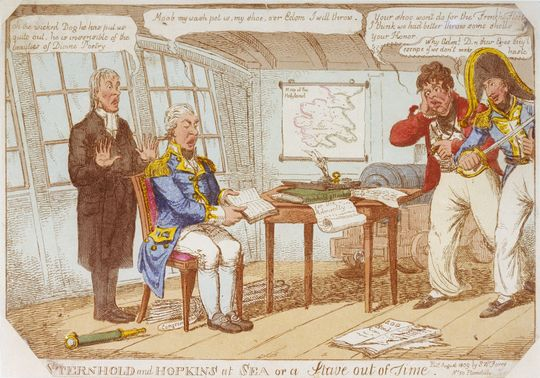
Гамбье с капелланом читает молитву в адмиральской каюте, а Кокрейн и матрос пытаются привлечь их внимание к боевым действиям. Карикатура 1809.

Кокрейн вернулся в Англию популярным. Ещё во время затянутой экспедиции у публики не было сомнений, кто герой дня. Но в Адмиралтействе действовали совсем другие силы. Влиятельные покровители могли оказаться важнее фактов. Что и произошло: творцом победы был объявлен Гамбье, хотя Кокрейн получил Орден Бани.
Не имея достаточно веса у лордов Адмиралтейства, Кокрейн решил бороться, опираясь на свою популярность и парламентский статус. Пользуясь тем, что Гамбье также был членом Парламента, он потребовал разбирательства, когда было внесено предложение о наградах за Баскский рейд. Он заявил, что нерешительность и посредственность адмирала стали причиной неполной победы: без поддержки всей эскадры многие французы смогли уйти.
Гамбье официально потребовал военно-полевого суда. Адмиралтейство назначило комиссию, под председательством Дакворта. Гамбье был полностью оправдан, его поведение одобрено. Кокрейн не получил в командование следующий корабль. Для офицера без связей это означало чуть ли не конец карьеры: флотский список всегда был длиннее списка имеющихся кораблей, а значит шансы на новое назначение ничтожны. Хотя он позже и получил в командование HMS Tonnant, участие в биржевых махинациях четыре года спустя подорвало остатки его популярности, а также стоило ему офицерского звания и парламентского мандата. На 18 лет (до 1832 г) он покинул Англию ради службы латиноамериканским правительствам.
Последствия с французской стороны были предсказуемы. И без того не жаловавший флот Наполеон снял с должностей и отдал под суд всех участвовавших капитанов, а капитан корабля Calcutta Лафон (фр. Lafon) был приговорен и расстрелян. Примечательно, что адмирал Вильоме не понёс никакого наказания, и был переведен в Тулон, на командование Средиземноморским флотом.

## Силы сторон
| Великобритания               | Великобритания   | Великобритания                                                               | Франция                      | Франция          | Франция                                      |
| Линейные корабли             | Линейные корабли | Линейные корабли                                                             | Линейные корабли             | Линейные корабли | Линейные корабли                             |
| Корабль                      | Ранг (Пушек)     | Командир                                                                     | Корабль                      | Ранг (Пушек)     | Примечания                                   |
| ---------------------------- | ---------------- | ---------------------------------------------------------------------------- | ---------------------------- | ---------------- | -------------------------------------------- |
| Caledonia                    | 1 (120)          | адмирал Джеймс Гамбье капитан Томас Харви (англ. Thomas Harvey, до 4 апреля) | Océan*                       | 1 (118)          | флагман, адмирал Альман                      |
| Caesar                       | 3 (80)           | контр-адмирал Роберт Стопфорд                                                | Ville de Varsovie*           | 3 (80)           | капитан Бержере (фр. Bergeret); сожжён       |
| Gibraltar                    | 3 (80)           |                                                                              | Foudroyant                   | 3 (80)           |                                              |
| Donegal                      | 3 (74)           |                                                                              | Jemmapes*                    | 3 (80)           | коммодор Фор (фр. Faure)                     |
| Bellona*                     | 3 (74)           |                                                                              | Cassard                      | 3 (74)           |                                              |
| Hero                         | 3 (74)           |                                                                              | Régulus*                     | 3 (74)           |                                              |
| Illustrious                  | 3 (74)           |                                                                              | Tourville                    | 3 (74)           |                                              |
| Resolution                   | 3 (74)           |                                                                              | Aquilon*                     | 3 (74)           | сожжён                                       |
| Revenge*                     | 3 (74)           | капитан Паже (англ. Paget)                                                   | Patriote                     | 3 (74)           |                                              |
| Theseus                      | 3 (74)           | коммодор Бересфорд (англ. J. Beresford)                                      | Tonnerre*                    | 3 (74)           | подожжен командой, взорвался и затонул       |
| Valiant*                     | 3 (74)           |                                                                              | Calcutta*                    | 4 (44)           | капитан Лафон (фр. Lafon); затоплен командой |
| Фрегаты                      |                  |                                                                              |                              |                  |                                              |
| Imperieuse*                  | 5 (38)           | капитан Томас Кокрейн                                                        | Pallas*                      | 5 (40)           |                                              |
| Aigle*                       | 5 (36)           | капитан Вульф (англ. Wolfe)                                                  | Hortense*                    | 5 (40)           |                                              |
| Unicorn*                     | 5 (32)           |                                                                              | Indienne*                    | 5 (40)           | затоплен командой                            |
| Pallas*                      | 5 (32)           |                                                                              | Elbe                         | 5 (40)           |                                              |
| Indefatigable*               | 5 (44)           |                                                                              |                              |                  |                                              |
| Emerald                      | 5 (36)           |                                                                              |                              |                  |                                              |
| Mediator                     | 5 (32)           |                                                                              |                              |                  |                                              |
| Шлюпы и бриги                |                  |                                                                              |                              |                  |                                              |
| Beagle                       | - (18)           | шлюп                                                                         | Nisus                        | (12−14)          | бриг                                         |
| Doterel                      | - (18)           | шлюп                                                                         |                              |                  |                                              |
| Foxhound                     | - (18)           | шлюп                                                                         |                              |                  |                                              |
| Insolent                     | - (14)           | шлюп                                                                         |                              |                  |                                              |
| Encounter                    | - (12)           | шлюп                                                                         |                              |                  |                                              |
| Conflict                     | - (12)           | бриг-шлюп                                                                    |                              |                  |                                              |
| Contest                      | - (12)           | бриг-шлюп                                                                    |                              |                  |                                              |
| Fervent                      | - (12)           | бриг-шлюп                                                                    |                              |                  |                                              |
| Growler                      | - (12)           | бриг-шлюп                                                                    |                              |                  |                                              |
| Lyra                         | - (10)           | бриг-шлюп                                                                    |                              |                  |                                              |
| Redpole                      | - (10)           | бриг-шлюп                                                                    |                              |                  |                                              |
| Другие                       |                  |                                                                              |                              |                  |                                              |
| Whiting*                     | - (4)            | вооружён ракетами                                                            | Канонерские лодки и баркасы* |                  |                                              |
| Nimrod*                      | - (10)           | наёмный куттер; вооружён ракетами                                            |                              |                  |                                              |
| King George*                 | - (10)           | наёмный куттер; вооружён ракетами                                            |                              |                  |                                              |
| Thunder*                     | - (8)            | бомбардирский корабль                                                        |                              |                  |                                              |
| Ætna*                        | - (8)            | бомбардирский корабль                                                        |                              |                  |                                              |
| 40 транспортов и брандеров*  |                  |                                                                              |                              |                  |                                              |
| 3 баржи с ракетами Конгрева* |                  |                                                                              |                              |                  |                                              |

## В художественной литературе
Почти все англоязычные писатели, писавшие на тему Век паруса, коснулись этого боя.
- Сесил Скотт Форрестер: роман «Под стягом победным» (англ. Flying Colors).
- Патрик О’Брайан: роман «Капитан первого ранга» (англ. Post Captain)
- Александр Кент (Дуглас Риман[англ.]): роман «Прибрежная эскадра» (англ. Inshore Squadron).
- Дьюи Лямбдин[англ.]: роман «Офицер Его Величества» (англ. The King's Commission)
- Джулиан Стоквин: серия «Кидд» (англ. Kydd: The Naval adventure)